# SV Viktoria 1909 Recklinghausen
SV Viktoria 1909 Recklinghausen was een Duitse voetbalclub uit Recklinghausen, Noordrijn-Westfalen.

## Geschiedenis
De club werd opgericht in 1909 als FC Auguste Viktoria Hüls 1909 en nam na enkele maanden de nam FC Auguste Viktoria 1909 Recklinghausen aan en uiteindelijk FC Viktoria 09 Recklinghausen. Aanvankelijk was de club enkel in voetbal actief, nadat er ook meerdere sporten aangeboden werden veranderde de club de FC in SV. In 1919 speelde de club voor het eerst in de hoogste klasse van de Ruhrcompetitie en werd voorlaatste. Na dit seizoen werden de clubs uit Recklinghausen overgeheveld naar de Westfaalse competitie. Hierin deed de club het een stuk beter en Viktoria werd zowaar vicekampioen achter SC Preußen Münster. Ook het volgende seizoen werd de vicetitel behaald, al bedroeg de achterstand op kampioen TG Arminia Bielefeld nu wel 14 punten. Viktoria deed het hierna een stuk minder goed, terwijl stadsrivaal 1. Recklinghäuser SpV Union 05, dat net gepromoveerd was tweede eindigde. Het volgende seizoen stelde de club orde op zaken en werd weer tweede, net voor Union 05. Vanaf 1924 werden de reeksen de competitie samen gevoegd, van de drie clubs uit de stad die het voorgaande seizoen in de eerste klasse actief waren bleef enkel Viktoria over en de club eindigde zevende op vijftien clubs. In 1925/26 werd zelfs de vijfde plaats behaald. Hierna werd de competitie weer gesplitst. De volgende seizoenen eindigde de club in de middenmoot, waardoor de club in 1927/28 zelfs degradeerde. Na twee seizoenen promoveerde de club weer en werd derde in groep West. Na een middelmatig seizoen werd in 1932/33 de vierde plaats behaald, met één punt achterstand op SuS 1913 Recklinghausen. Na dit seizoen kwam de NSDAP aan de macht in Duitsland en zij herstructureerden de competitie grondig. De West-Duitse bond met zijn acht competities werden ontbonden en vervangen door drie Gauliga’s. Ondanks de beter notering van rivaal SuS was het Viktoria dat geselecteerd werd voor de Gauliga Westfalen. Na een zevende plaats in het eerste seizoen werd de club in 1934/35 laatste zonder ook maar één overwinning. Hierna kon de club niet meer promoveren. In 1972 fuseerde de club met SuS 1913 tot SC Recklinghausen. Deze club fuseerde in 1981 op zijn beurt met Eintracht Recklinghausen tot 1. FC Recklinghausen.